# V363 Андромеды
V363 Андромеды (лат. V363 Andromedae) — тройная звезда в созвездии Андромеды на расстоянии приблизительно 1170 световых лет (около 359 парсеков) от Солнца.
Пара первого и второго компонентов — двойная затменная переменная звезда типа Беты Лиры (EB). Видимая звёздная величина звезды — от +9,37m до +9,1m. Орбитальный период — около 1,278 суток. Возраст звезды определён как около 870 млн лет.

## Характеристики
Первый компонент — белая звезда спектрального класса A2. Масса — около 1,722 солнечной, радиус — около 2,03 солнечных, светимость — около 12 солнечных. Эффективная температура — около 7554 K.
Второй компонент — белая звезда спектрального класса A2. Масса — около 1,704 солнечной, радиус — около 1,9 солнечного, светимость — около 10,5 солнечных. Эффективная температура — около 7534 K.
Третий компонент — коричневый карлик. Масса — около 12,78 юпитерианских. Удалён на 1,945 а.е..